# Brand (Gemeinde Waldhausen)
Brand ist eine Ortschaft und eine Katastralgemeinde der Gemeinde Waldhausen im Bezirk Zwettl in Niederösterreich. Die Ortschaft hat 198 Einwohner (Stand 1. Jänner 2025). Bis Ende 1867 war Brand eine eigenständige Gemeinde.

## Geografie
Das Dorf liegt westlich über dem Purzelkamp und wird von der Landesstraße L8262 erschlossen. Zur Ortschaft zählen auch die Lagen Bruckmühle, Furtmühle und Rührmühle, die alle drei am Purzelkamp liegen.

## Siedlungsentwicklung
Zum Jahreswechsel 1979/1980 befanden sich in der Katastralgemeinde Brand insgesamt 72 Bauflächen mit 44.007 m² und 67 Gärten auf 74.675 m², 1989/1990 gab es 86 Bauflächen. 1999/2000 war die Zahl der Bauflächen auf 236 angewachsen und 2009/2010 bestanden 101 Gebäude auf 205 Bauflächen.

## Geschichte
Der Ort wird 1138 zum ersten Mal schriftlich erwähnt.
Im Jahr 1822 wurde der Ort als Dorf mit 45 Häusern genannt, das über eine Pfarre und eine Schule verfügte. Die Herrschaft Rastenberg besaß die Ortsobrigkeit, übte die Landgerichtsbarkeit aus, besorgte die Konskription und hatte die Grundherrschaft inne.
Mit der Aufhebung der Grundherrschaften wurde der Ort 1849 eine eigenständige Ortsgemeinde. Zu dieser zählten auch noch die Katastralgemeinden Loschberg und Werschenschlag sowie Einzellagen Bruckmühle, Furthmühle und Rührmühle.
Laut Adressbuch von Österreich waren im Jahr 1938 in der Ortsgemeinde Brand ein Binder, zwei Gastwirte, zwei Gemischtwarenhändler, ein Schmied, eine Schneiderin, ein Schuster, ein Tischler, eine Viktualienhändlerin, ein Wagner und ein Landwirt mit Ab-Hof-Verkauf ansässig.
Am 1. Jänner 1968 wurde die Ortsgemeinde dann ein Teil der Gemeinde Waldhausen.

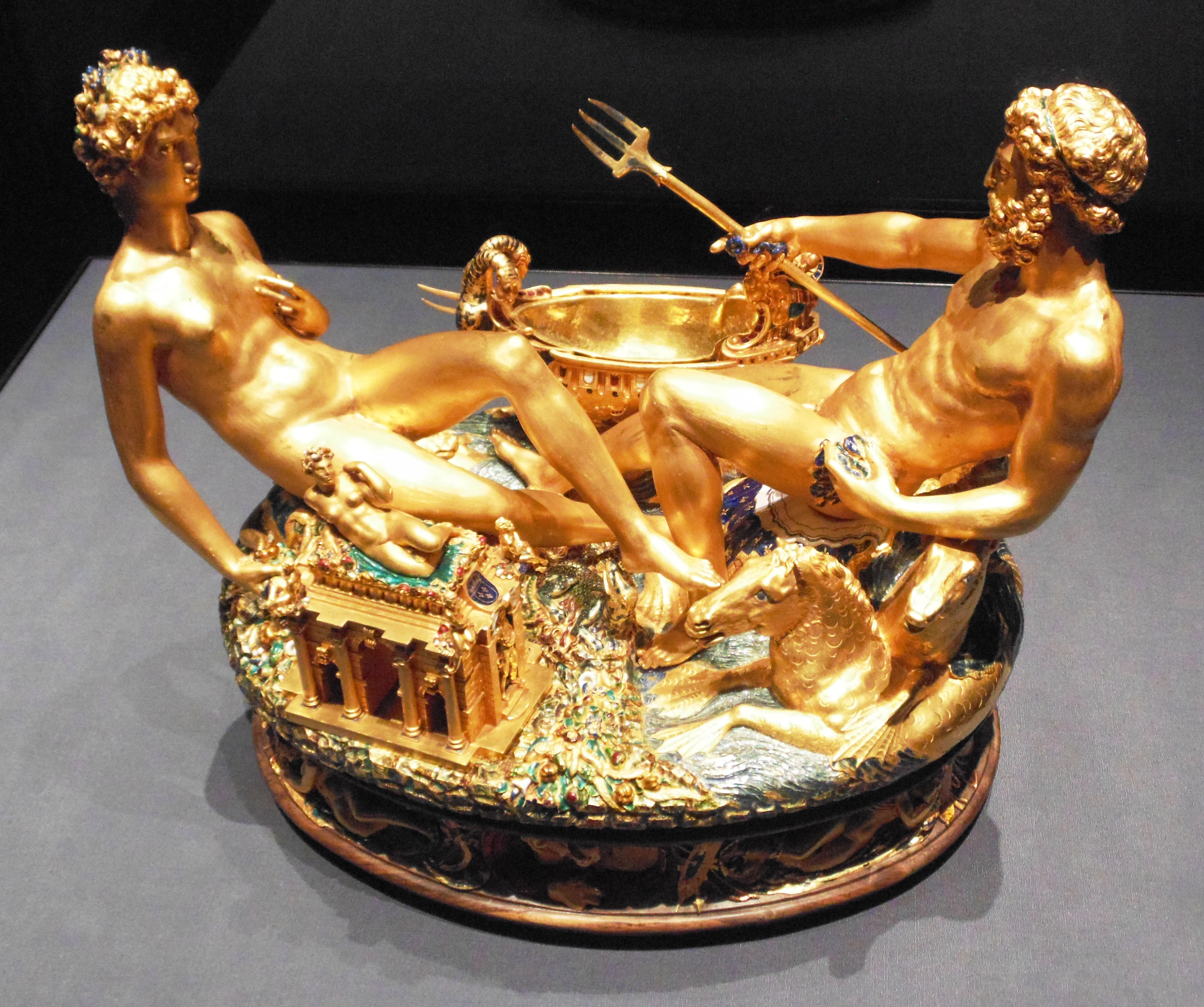
Saliera von Benvenuto Cellini

Die Saliera, ein Tafelgefäß von Benvenuto Cellini, war im Mai 2003 aus dem Kunsthistorischen Museum  gestohlen worden und wurde im Jahr Jänner 2006 in einem Waldstück bei Brand aufgefunden.

## Bodennutzung
Die Katastralgemeinde ist landwirtschaftlich geprägt. 367 Hektar wurden zum Jahreswechsel 1979/1980 landwirtschaftlich genutzt und 228 Hektar waren forstwirtschaftlich geführte Waldflächen. 1999/2000 wurde auf 334 Hektar Landwirtschaft betrieben und 253 Hektar waren als forstwirtschaftlich genutzte Flächen ausgewiesen. Ende 2018 waren 315 Hektar als landwirtschaftliche Flächen genutzt und Forstwirtschaft wurde auf 262 Hektar betrieben. Die durchschnittliche Bodenklimazahl von Brand beträgt 25,9 (Stand 2010).